# Petite Sœur (chanson)
Pour les articles homonymes, voir Petite sœur (homonymie).
Singles de Lââm
Tu est d'un chemin
(2004) Pour être libre
(2006)
Petite Sœur est le 11e single de la chanteuse française Lââm, issu de son 4e album studio Pour être libre, sorti en 2005.

## Classements des ventes

### Classements hebdomadaires
| Classement (2005–2006)                  | Meilleure position |
| --------------------------------------- | ------------------ |
| Belgique (Wallonie Ultratop 50 Singles) | 1                  |
| France (SNEP)                           | 2                  |
| Suisse (Schweizer Hitparade)            | 17                 |